# Benjamin Bourigeaud
Benjamin Bourigeaud (Calais, 14 gennaio 1994) è un calciatore francese, centrocampista dell'Al-Duhail.

## Caratteristiche tecniche
È un centrocampista centrale.

## Carriera
Cresciuto nelle giovanili del Lens, ha esordito in prima squadra nel 2013 e ha militato nei giallorossi sino al 14 giugno 2017, giorno in cui è stato acquistato dal Rennes.
Il 30 agosto 2024 viene acquistato dall'Al-Duhail.

## Statistiche
Statistiche aggiornate al 6 maggio 2024.
| Stagione        | Squadra         | Campionato      | Campionato | Campionato | Coppe nazionali | Coppe nazionali | Coppe nazionali | Coppe continentali | Coppe continentali | Coppe continentali | Altre coppe | Altre coppe | Altre coppe | Totale | Totale |
| Stagione        | Squadra         | Comp            | Pres       | Reti       | Comp            | Pres            | Reti            | Comp               | Pres               | Reti               | Comp        | Pres        | Reti        | Pres   | Reti   |
| --------------- | --------------- | --------------- | ---------- | ---------- | --------------- | --------------- | --------------- | ------------------ | ------------------ | ------------------ | ----------- | ----------- | ----------- | ------ | ------ |
| 2013-2014       | Lens            | L2              | 16         | 0          | CF+CdL          | 6+0             | 1               |                    | -                  | -                  |             | -           | -           | 22     | 1      |
| 2014-2015       | Lens            | L1              | 20         | 2          | CF+CdL          | 1+1             | 0+0             | -                  | -                  | -                  | -           | -           | -           | 22     | 2      |
| 2015-2016       | Lens            | L2              | 30         | 4          | CF+CdL          | 1+1             | 1+0             | -                  | -                  | -                  | -           | -           | -           | 32     | 5      |
| 2016-2017       | Lens            | L2              | 35         | 3          | CF+CdL          | 3+0             | 2               | -                  | -                  | -                  | -           | -           | -           | 38     | 5      |
| Totale Lens     | Totale Lens     | Totale Lens     | 101        | 9          |                 | 13              | 4               |                    | -                  | -                  |             | -           | -           | 114    | 13     |
| 2017-2018       | Rennes          | L1              | 37         | 10         | CF+CdL          | 1+3             | 1+1             |                    | -                  | -                  |             | -           | -           | 41     | 12     |
| 2018-2019       | Rennes          | L1              | 34         | 6          | CF+CdL          | 6+2             | 1+1             | UEL                | 10                 | 1                  | -           | -           | -           | 52     | 9      |
| 2019-2020       | Rennes          | L1              | 25         | 2          | CF+CdL          | 4+1             | 0+1             | UEL                | 5                  | 0                  | SF          | 1           | 0           | 36     | 3      |
| 2020-2021       | Rennes          | L1              | 37         | 6          | CF              | 1               | 0               | UCL                | 5                  | 0                  | -           | -           | -           | 43     | 6      |
| 2021-2022       | Rennes          | L1              | 38         | 11         | CF              | 1               | 0               | UECL               | 9                  | 1                  | -           | -           | -           | 48     | 12     |
| 2022-2023       | Rennes          | L1              | 37         | 7          | CF              | 2               | 1               | UEL                | 7                  | 0                  | -           | -           | -           | 46     | 8      |
| 2023-2024       | Rennes          | L1              | 32         | 9          | CF              | 5               | 3               | UEL                | 7                  | 3                  | -           | -           | -           | 44     | 15     |
| 2024-2025       | Rennes          | L1              | 1          | 1          | CF              | 0               | 0               | -                  | -                  | -                  | -           | -           | -           | 1      | 1      |
| Totale Rennes   | Totale Rennes   | Totale Rennes   | 241        | 52         |                 | 26              | 9               |                    | 43                 | 5                  |             | 1           | 0           | 311    | 66     |
| 2024-2025       | Al-Duhail       | QSL             | 6          | 0          | QSC+EMQ         | 2+0             | 0+0             | -                  | -                  | -                  | -           | -           | -           | 8      | 0      |
| Totale carriera | Totale carriera | Totale carriera | 348        | 61         |                 | 41              | 13              |                    | 43                 | 5                  |             | 1           | 0           | 433    | 79     |

## Palmarès

### Competizioni nazionali
- Coppa di Francia: 1

Rennes: 2018-2019